# Nikolaus Michalek
Nikolaus Michalek (ur. 5 kwietnia 1940 w Wiedniu) – austriacki prawnik, notariusz, w latach 1990–2000 minister sprawiedliwości w czterech gabinetach.

## Życiorys
W 1962 ukończył studia prawnicze na Uniwersytecie Wiedeńskim. Od 1965 był członkiem zarządu zrzeszenia kandydatów na notariuszy. W 1976 podjął praktykę w zawodzie notariusza w wiedeńskiej dzielnicy Josefstadt. Działał w samorządzie zawodowym. W 1978 został wiceprzewodniczącym izby notarialnej Wiednia, Dolnej Austrii i Burgenlandu, a w 1987 przewodniczącym tej instytucji. W 1987 objął funkcję pierwszego wiceprezesa, a w 1989 prezesa federalnej izby notarialnej.
W grudniu 1990 kanclerz Franz Vranitzky powierzył mu stanowisko ministra sprawiedliwości w swoim trzecim rządzie. Nikolaus Michalek sprawował ten urząd do lutego 2000 także w jego dwóch kolejnych gabinetach oraz w rządzie Viktor Klimy.
Odznaczony Wielką Złotą na Wstędze Odznaką Honorową za Zasługi dla Republiki Austrii.